# Giacomo Alberti
Giacomo Alberti (Prato, ... – Monaco di Baviera, dopo il 1335) è stato un vescovo cattolico e uno pseudocardinale italiano, appartenente alla famiglia fiorentina degli Alberti.

## Biografia
Entrò nell'Ordine domenicano, divenne canonico a Pisa, poi a Verona, a Soissons, a Cambrai ed infine a Prato. Il 19 giugno 1311 fu nominato vescovo di Castello. Il 15 maggio 1328 fu nominato cardinale dall'Antipapa Niccolò V, di cui fu il principale sostenitore, con il titolo di (pseudo)cardinale-vescovo di Ostia e Velletri.
Fu scomunicato da Papa Giovanni XXII. Nel 1329 si trasferì in Germania, ove rimase fino al suo decesso.

## Genealogia episcopale e successione apostolica
La genealogia episcopale è:
- Cardinale Niccolò Alberti
- Pseudocardinale Giacomo Alberti

La successione apostolica è:
- Vescovo Pietro Rinalducci, O.F.M. (1328)